# Minuskuł 37
Minuskuł 37 (według numeracji Gregory-Aland), A154 (von Soden) – rękopis Nowego Testamentu pisany minuskułą na pergaminie w języku greckim z XI wieku. Zawiera marginalia. Przechowywany jest w Paryżu.

## Opis rękopisu
Kodeks zawiera tekst czterech Ewangelii, na 357 pergaminowych kartach (31 cm na 24 cm). Tekst ewangeliczny otoczony jest komentarzem (catena), w Ewangelii Marka jest to komentarz Wiktoryna.
Tekst rękopisu pisany jest jedną kolumną na stronę, w 27 linijkach na stronę.
Tekst Ewangelii dzielony jest według κεφαλαια (rozdziałów), których numery podano na marginesie. W górnym marginesie podano τιτλοι (tytuły) dla rozdziałów. Ponadto przed każdą z Ewangelii umieszczone zostały listy κεφαλαια (spis treści). Stosuje też podział według mniejszych jednostek – sekcji Ammoniusza. Sekcje Ammoniusza opatrzone zostały odniesieniami do Kanonów Euzebiusza.
Zawiera prolegomenę, ilustracje oraz synaksarion (księga liturgiczna z żywotami świętych).

## Tekst
Grecki tekst Ewangelii reprezentuje tekst bizantyński. Aland zaklasyfikował go do kategorii V.
Tekst Pericope adulterae (Jan 7,53-8,11) umieszczony został na końcu Ewangelii Jana.
W Jana 8,6 stosuje wariant μη προσποιουμενος.

## Historia
Paleograficznie datowany jest na wiek XI. Na listę rękopisów Nowego Testamentu wciągnął go Wettstein. Rękopis badali Montfaucon, Wettstein, Scholz oraz Paulin Martin.
Obecnie przechowywany jest we Francuskiej Bibliotece Narodowej (Coislin Gr. 21) w Paryżu.
Nie jest cytowany w naukowych wydaniach Novum Testamentum Graece Nestle–Alanda (NA26, NA27).